# Begravningsavgift
Begravningsavgift, som trots sitt namn inte är en avgift utan en skatt, ska enligt begravningslagen betalas av alla som är folkbokförda i Sverige. Avgiften, som fastställs på grundval av de faktiska begravningskostnaderna, tas ut på samma sätt som kommunalskatten, alltså i proportion till den kommunalt beskattningsbara inkomsten. Begravningsavgiften ska täcka kostnaderna för begravningsverksamheten och betalas till den som är huvudman för begravningsverksamheten i det område där man är folkbokförd. Svenska kyrkans territoriella församlingar har statens uppdrag att bedriva begravningsverksamheten i samtliga kommuner utom Stockholm och Tranås, där kommunen svarar för begravningsverksamheten. Bestämmelser om begravningsavgift och om vad denna ska bekosta finns i begravningslagen och begravningsförordningen.
År 2017 infördes en gemensam begravningsavgift för alla områden där Svenska kyrkan är huvudman för begravningsverksamheten. Den gemensamma begravningsavgiften fastställs av Kammarkollegiet. För år 2017 fastställdes den gemensamma begravningsavgiften till 0,246 kronor (24,6 öre) per beskattningsbara 100 kronor. Före införandet av en gemensam begravningsavgift varierade begravningsavgiften över landet mellan de olika territoriella församlingarna.
För folkbokförda i Stockholm och Tranås kommuner fastställer respektive kommunfullmäktige begravningsavgiften. I Stockholm fastställdes begravningsavgiften för år 2017 till 0,075 kronor (7,5 öre) per beskattningsbara 100 kronor och i Tranås fastställdes begravningsavgiften för år 2017 till 0,24 kronor (24 öre) per beskattningsbara 100 kronor.

## Begravningsavgiftens utveckling
Före år 2000 ingick avgiften för begravningsverksamheten i kommunalskatten. I samband med att relationen mellan Svenska kyrkan och staten förändrades den 1 januari 2000 och Svenska kyrkan blev ett självständigt trossamfund, beslöt staten att Svenska kyrkans församlingar även i fortsättningen skulle vara huvudmän för begravningsverksamheten. I Stockholm och Tranås, där begravningsverksamheten under lång tid varit kommunal, ända tillbaka till 1800-talet, fortsatte kommunen som huvudman.
De som tillhörde Svenska kyrkan betalade efter år 2000 sin begravningsavgift som en del av kyrkoavgiften. Den samlade kyrkoavgiften, inklusive begravningsavgiften, fastställdes av kyrkofullmäktige i respektive församling. Detta ändrades dock från och med 2013 så att begravningsavgiften inte längre var en del av kyrkoavgiften, utan fastställdes av Kammarkollegiet för respektive församling utifrån församlingarnas redovisning av begravningsverksamhetens kostnader. 
För dem som var folkbokförda i den territoriella församlingen men inte tillhörde Svenska kyrkan gällde efter år 2000 att församlingen skulle lämna ett förslag om begravningsavgift till Kammarkollegiet som fastställde avgiften. Kammarkollegiet kunde besluta om en annan avgift än den församlingen föreslagit om förslaget otvetydigt stred mot begravningslagens bestämmelser. Denna ordning motiverades av att begravningsavgiften betalades även av de som inte tillhörde Svenska kyrkan och således inte hade rösträtt vid val av kyrkofullmäktige, eller möjlighet att överklaga kyrkofullmäktiges beslut. I Stockholm och Tranås kommun fastställer respektive kommunfullmäktige begravningsavgiften för samtliga invånare. I dessa två kommuner har alla, oberoende av samfundstillhörighet, såväl rösträtt som besvärsrätt.
Begravningsavgiftens storlek beräknas på grundval av de faktiska kostnaderna för begravningsverksamheten och dess underlag, främst befolkningstäthet och skattekraft. År 2017 infördes en gemensam begravningsavgift för alla områden där Svenska kyrkan är huvudman för begravningsverksamheten enligt ett beslut av riksdagen från 2013. Bakgrunden till riksdagens beslut om gemensam begravningsavgift hade bland annat att göra med förändring av folkbokföringen 2016, från folkbokföring i församling till folkbokföring på kommun och en indelning efter distrikt istället för efter territoriell församling.
Före införandet av en gemensam begravningsavgift varierade begravningsavgiften över landet mellan de olika territoriella församlingarna eller motsvarade huvudmän inom Svenska kyrkan, som pastorat, främst utifrån nämnda faktorer som befolkningstäthet och skattekraft, samt respektive huvudmans kostnader. Jämförelsevis låga begravningsavgifter hade till exempel Göteborg som hade en avgift på 0,135 kronor år 2015. Den högsta begravningsavgiften hade Övre Älvdals församling som hade en avgift på 0,76 kronor år 2015. Genomsnittet för de områden där Svenska kyrkan är huvudman var för år 2013 cirka 0,24 kronor. I och med de olika begravningsavgifterna skedde en begravningsclearing mellan huvudmännen i de fall där gravsättningen skedde i annan församling eller motsvarande än där den avlidne var folkbokförd. I samband med införandet av en gemensam begravningsavgift för de områden där Svenska kyrkan är huvudman togs begravningsclearingen mellan huvudmän inom Svenska kyrkan bort, då motsvarande kostnader innefattas i kostnadsberäkningarna för den gemensamma begravningsavgiften. Den gemensamma begravningsavgiften baseras på kostnadsredovisningen från huvudmännen och inkomstuppgifter från Skatteverket och fastställs av Kammarkollegiet. För år 2017 fastställde Kammarkollegiet den gemensamma begravningsavgiften till 0,246 kronor, grundat på 2016 års ekonomiska underlag och de beräknade kostnaderna för begravningsverksamheten år 2017.

## Tillsyn
Länsstyrelsen utövar tillsyn över församlingarnas och kommunernas skötsel av begravningsverksamheten.
När en församling är huvudman för begravningsverksamheten ska länsstyrelsen i respektive län utse ett begravningsombud som ska ta till vara deras intressen som inte tillhör Svenska kyrkan. Förslag till begravningsombud lämnas av respektive kommun. Begravningsombudet ska bevaka att begravningskostnaderna beräknats på ett korrekt sätt och även i övrigt tillvarata deras intressen som inte är medlemmar i Svenska kyrkan.
Begravningsombuden kritiserades 2006 av Riksrevisionen, som drog slutsatsen, att den femtedel av befolkningen som står utanför Svenska kyrkan inte kan vara säker på att deras intressen tillvaratas. Flera av begravningsombuden ansågs jäviga genom att de innehade förtroendeposter eller anställning inom Svenska kyrkan. Vidare ansåg Riksrevisionen att många begravningsombud är passiva när det gäller att hjälpa dem som inte är medlemmar i Svenska kyrkan med begravningsfrågor. Dessutom fanns det brister i kontrollen av hur kyrkan använder begravningsavgifterna.
Begravningsutredningen anslöt i sitt slutbetänkande 2009 sig till Riksrevisionens kritik. Utredningen lämnade också förslag som beträffande begravningsombuden innebar skärpt kontrollskyldighet, höjd kompetens, möjlighet för andra trossamfund och livsåskådningsorganisationer än Svenska kyrkan att nominera personer till detta uppdrag, förbättrad kontroll av församlingarnas särredovisning av begravningskostnaderna, utökat samråd med företrädare för dem som inte tillhör Svenska kyrkan med mera. Begravningsutredningen konstaterar också att det inte är lämpligt att till begravningsombud utse någon som har förtroendeuppdrag i Svenska kyrkan, inte heller någon som är anställd i eller är gift eller sammanboende med en företrädare för Svenska kyrkan.[uppföljning saknas]